# Getta grip
Getta Grip är skor (kängor) som ofta är relaterade till punkare/skinheads. Getta grip-kängor är uppbyggda av en läderkänga med kraftigt mönstrad gummisula och stålhätta. Kängorna är ofta höga. Gummisulan är skruvad i en sula av trämaterial, vilken är sydd och limmad vid läderkängan.